# Elytrostachys typica
Elytrostachys typica är en gräsart som beskrevs av Mcclure. Elytrostachys typica ingår i släktet Elytrostachys och familjen gräs. Inga underarter finns listade i Catalogue of Life.